# آدم آتباش
آدِم آتباش (ترکی استانبولی: Adem Atbaş؛ زاده ۱۶ آوریل ۱۹۹۵)، بازیگر سینما و تئاتر اهل ترکیه است. او فعالیت سینمایی خود را در سن شش سالگی با بازی در فیلم ویزونتله به کارگردانی یلماز اردوغان آغاز کرد.

## فیلم‌شناسی
- معجزه ۲۰۱۵
- Recep İvedik 4 - ۲۰۱۴
- Düğün Dernek - ۲۰۱۳
- Celal ile Ceren - ۲۰۱۳
- Vizontele - ۲۰۰۱